# Mellicta beata
Mellicta beata är en fjärilsart som beskrevs av Caradja 1893. Mellicta beata ingår i släktet Mellicta och familjen praktfjärilar. Inga underarter finns listade i Catalogue of Life.